# Nederlandse kampioenschappen schaatsen afstanden 2005 - 1500 meter vrouwen
De Nederlandse kampioenschappen schaatsen afstanden 2005 - 1500 meter vrouwen worden gehouden in november 2004 in De Smelt in Assen. 
Titelverdedigster is Annamarie Thomas die de titel pakte tijdens de Nederlandse kampioenschappen schaatsen afstanden 2004

## Uitslag
| #      | Schaatser            | Tijd    |
| ------ | -------------------- | ------- |
| Goud   | Renate Groenewold    | 2.03,22 |
| Zilver | Marianne Timmer      | 2.04,10 |
| Brons  | Frédérique Ankoné    | 2.04,30 |
| 4      | Ireen Wüst           | 2.04,54 |
| 5      | Barbara de Loor      | 2.04,69 |
| 6      | Wieteke Cramer       | 2.04,73 |
| 7      | Annamarie Thomas     | 2.04,86 |
| 8      | Marja Vis            | 2.05,06 |
| 9      | Sandra 't Hart       | 2.05,16 |
| 10     | Moniek Kleinsman     | 2.05,31 |
| 11     | Annette Gerritsen    | 2.05,36 |
| 12     | Jorien Voorhuis      | 2.06,08 |
| 13     | Helen van Goozen     | 2.07,32 |
| 14     | Tessa van Dijk       | 2.07,38 |
| 15     | Paulien van Deutekom | 2.07,63 |
| 16     | Frouke Oonk          | 2.07,70 |
| 17     | Mireille Reitsma     | 2.08,38 |
| 18     | Els Murris           | 2.08,75 |
| 19     | Janneke Ensing       | 2.10,30 |
| 20     | Maaike Head          | 2.11,42 |
| 21     | Janneke Winkel       | 2.14,82 |

1987 · 
1988 · 
1989 · 
1990 · 
1991 · 
1992 · 
1993 · 
1994 · 
1995 · 
1996 · 
1997 · 
1998 · 
1999 · 
2000 · 
2001 · 
2002 · 
2003 · 
2004 · 
2005 · 
2006 · 
2007 · 
2008 · 
2009 · 
2010 · 
2011 · 
2012 · 
2013 · 
2014 · 
2015 · 
2016 · 
2017 · 
2018 · 
2019 · 
2020 · 
2021 · 
2022 · 
2023 · 
2024 · 
2025